# 8083 Mayeda
8083 Mayeda è un asteroide della fascia principale. Scoperto nel 1988, presenta un'orbita caratterizzata da un semiasse maggiore pari a 2,7931176 UA e da un'eccentricità di 0,2327012, inclinata di 8,99020° rispetto all'eclittica.